# Wingen-sur-Moder
Wingen-sur-Moder é uma comuna francesa na região administrativa de Grande Leste, no departamento Baixo Reno. Estende-se por uma área de 17,43 km². Em 2010 a comuna tinha 1 627 habitantes (densidade: 93,3 hab./km²).